# Fric Keršič
Fric Keršič - Gal, slovenski rudar, sindikalni delavec in narodni heroj, * 15. julij 1908, Ojstro, † 21. november 1942, Trbovlje.
Zaposlen je bil v premogovniku Trbovlje. Politično aktiven je bil že pred vojno. Leta 1932 je postal član Komunistične partije Jugoslavije in 1937 član Komunistične partije Slovenije. Delal je v sindikalnem gibanju, organiziral odbore Delavske enotnosti, sodeloval v stavkah in drugih akcijah v revirjih, zato je bil preganjan in večkrat zaprt. Leta 1940 je postal član okrožnega komiteja KPS za Trbovlje.
Po okupaciji Jugoslavije je deloval v ilegali. Konec leta 1941 je posstal sekretar mestnega komiteja KPS za Trbovlje in nato sekretar okrožnega komiteja KPS za revirje. V tem času je na terenu poskušal obnavljati razbite organizacije Osvobodilne fronte in KPS. Leta 1942 je bil izdan, gestapovci so ga obkolili v kamnolomu nad zagorsko železniško postajo. V boju so ga Nemci hudo ranjenega ujeli; v zaporu je zaradi ran in mučenja umrl.
Danes se po njem imenuje krajevna skupnost v Trbovljah